# Rosiczka długolistna

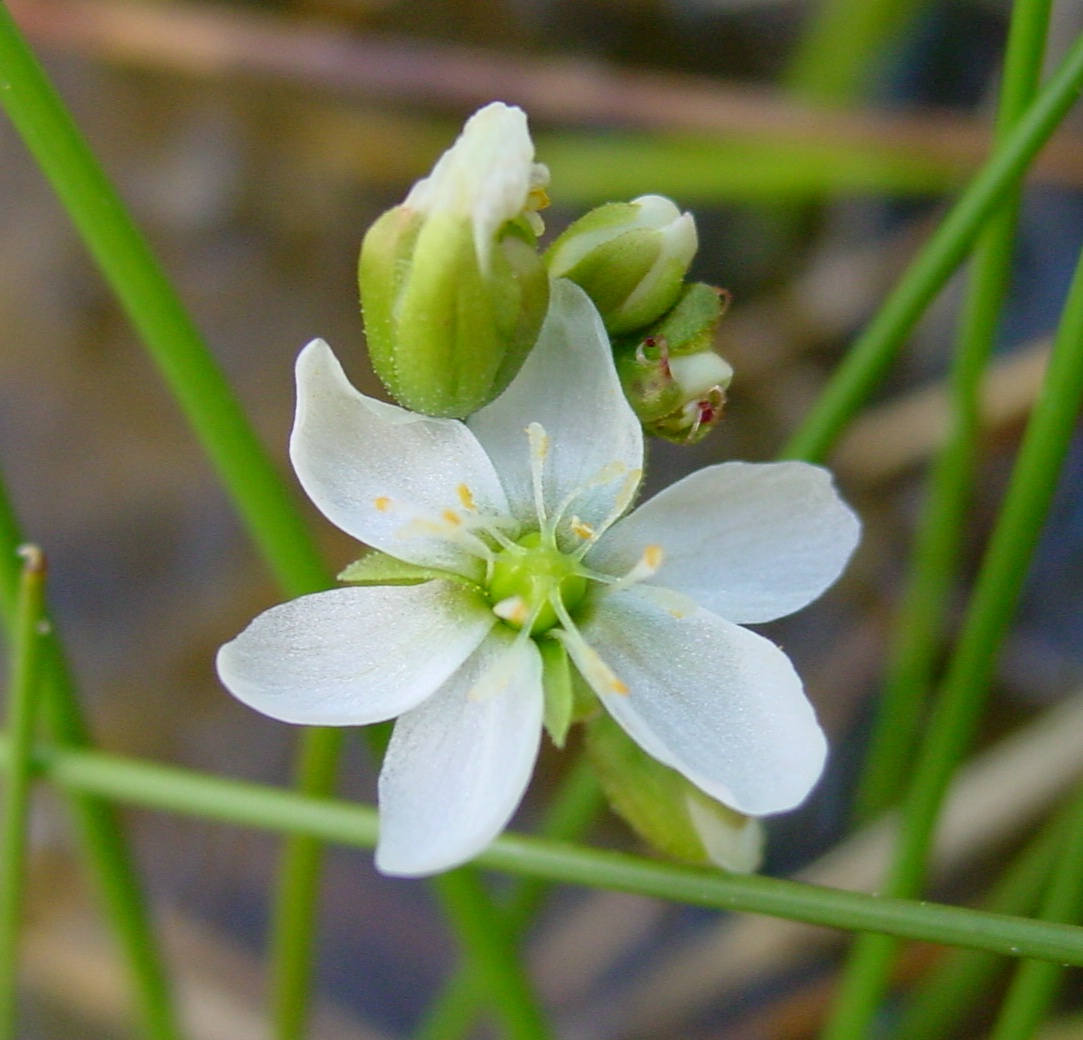
Kwiaty

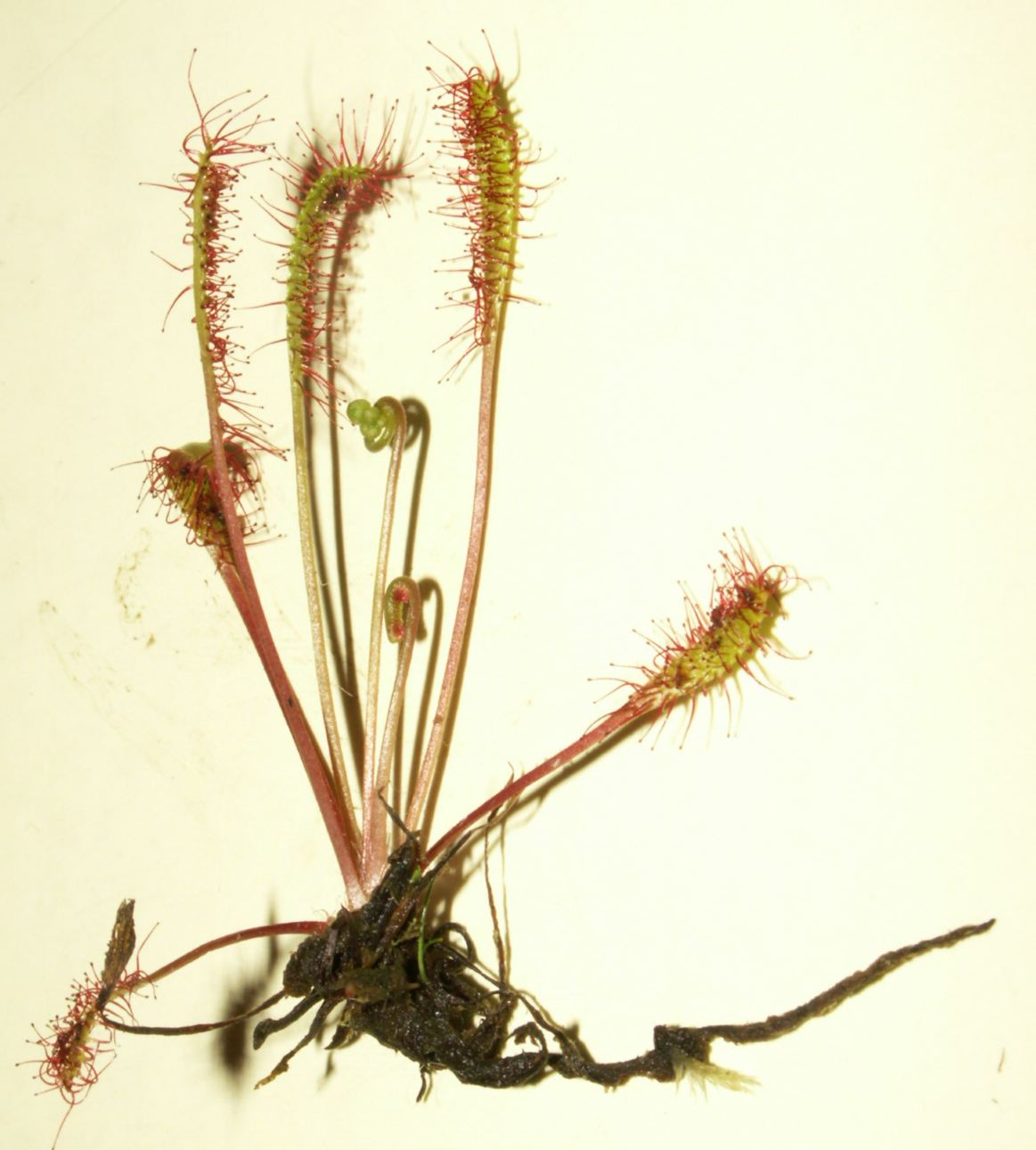
Pokrój

Rosiczka długolistna (Drosera anglica Huds.) – gatunek rośliny należący do rodziny rosiczkowatych. Występuje w Azji, Europie i Ameryce Północnej. Roślina owadożerna. Nazwa rosiczka pochodzi stąd, że na gruczołach jej liści powstaje lepka substancja wabiąca owady, przypominająca rosę.

## Zasięg występowania
Ma zasięg wokółbiegunowy. Występuje w Europie, Azji i Ameryce Północnej. W Polsce występuje bardzo rzadko, głównie na niżu. W Karpatach potwierdzono jej występowanie tylko na kilku stanowiskach: w Kotlinie Orawsko-Nowotarskiej (na torfowiskach Puścizna Wielka, Puścizna Rękowiańska i Baligówka), na Działach Orawskich i na Polanie Biały Potok – to ostatnie stanowisko (915 m n.p.m.) jest najwyżej położonym miejscem występowania tej rośliny w Polsce.

## Morfologia
ŁodygaWzniesiony głąbik osiągający wysokość 5–20, wyjątkowo 30 cm. Wyrasta w okresie maj-czerwiec. Jest mniej więcej dwukrotnie wyższy od wyrastających skośnie liści. Ponieważ rosiczka rośnie na torfowiskach, które stale przyrastają, również jej pęd nieustannie rośnie – pod powierzchnią torfu występuje długi pęd z poprzednich lat.
LiścieWyłącznie różyczkowe o blaszce w kształcie wąskiej łopatki, która zbiega klinowato w ogonek liściowy. Długość liści 10–40 mm, szerokość 3–7 mm. Występują przylistki połową swojej długości zrośnięte z ogonkiem liściowym. Na liściach bardzo duże włoski z gruczołami na trzonkach.
KwiatyNa szczycie pędu kwiatonośnego zebrane w gronopodobny kwiatostan. 6 wolnych płatków korony barwy białej. Słupek jeden z 6–8 szyjkami.
OwocGładka torebka zawierająca liczne i bardzo drobne nasiona.

## Biologia i ekologia
RozwójBylina, roślina światłolubna, ale znosząca częściowe zaciemnienie. Kwitnie od czerwca do sierpnia, jest samopylna. Rozmnaża się przez nasiona, ale także wegetatywnie przez pączki przybyszowe powstające na obumierających liściach. Roślina wiatrosiewna.
SiedliskoRośnie na torfowiskach wysokich i przejściowych, zajmując najbardziej zagłębione, uwodnione miejsca. Występuje także na wyrobiskach potorfowych, gdzie porasta resztki torfu, oraz na glebach potorfowych. Przystosowana jest do życia w siedliskach o bardzo kwaśnym odczynie pH 3,7-5,9.
Tryb życiaPonieważ żyje w środowisku ubogim w azot (torfowiska), braki azotu w podłożu uzupełnia owadożernością. Wabi swoje ofiary błyszczącymi kroplami słodkiej cieczy, które są wydzielane na szczytach – czułkach porastających powierzchnie liści. Dzięki zawartości barwników antocyjanowych mają one czerwonawy kolor zwiększający ich atrakcyjność. Jako roślina owadożerna działa aktywnie. Ofiara wchodzi na liść i lepka substancja ją unieruchamia. Powoli pułapka się zamyka. Trwa to około 3 godzin. Wydzielany kwas mrówkowy zaczyna rozpuszczać ciało owada. Uwalniają się dzięki temu cząsteczki białka, które są jakby podnietą dla gruczołów rośliny. Dzięki temu wydziela ona enzymy proteolityczne. Miękkie części ciała ofiary zostają strawione, a powstała z nich ciecz – bogata w substancje odżywcze, ulega wchłonięciu przez roślinę. Po strawieniu ofiary liść otwiera się, a pozostałości zwykle są zdmuchiwane przez wiatr. Ponowne otwarcie następuje po 24 godzinach.
FitosocjologiaW klasyfikacji zbiorowisk roślinnych gatunek charakterystyczny dla rzędu (O.) Scheuchzerietalia palustris.
GenetykaLiczba chromosomów 2n = 40. Krzyżuje się z rosiczką okrągłolistna (Drosera rotundifolia). Efektem skrzyżowania tych dwóch gatunków jest rosiczka owalna (Drosera × ovata).

## Zagrożenia i ochrona
Roślina objęta w Polsce ścisłą ochroną gatunkową. Umieszczona na Czerwonej liście roślin i grzybów Polski (2006) w grupie gatunków wymierających, krytycznie zagrożonych (kategoria zagrożenia: E). W wydaniu z 2016 roku otrzymała kategorię EN (zagrożony).
Część stanowisk znajduje się na obszarach objętych ochroną (w parkach narodowych i rezerwatach przyrody). Są dwa główne źródła zagrożenia. Pierwszym jest osuszanie siedlisk, drugim ich eutrofizacja wywoływana przez nawozy wypłukiwane z pól uprawnych otaczających jej siedliska.